# Duguetia barteri
Duguetia barteri (Benth.) Chatrou – gatunek rośliny z rodziny flaszowcowatych (Annonaceae Juss.). Występuje naturalnie w południowej części Nigerii, Kamerunie, Gwinei Równikowej oraz Gabonie. 

## Morfologia
PokrójZimozielone drzewo dorastające do 8–15 m wysokości. Kora ma szarą barwę.
LiścieMają eliptycznie lancetowaty kształt. Mierzą 17–22 cm długości oraz 5–6,5 cm szerokości. Są skórzaste, lekko owłosione od spodu. Nasada liścia zbiega po ogonku. Blaszka liściowa jest o wydłużonym wierzchołku. Ogonek liściowy jest owłosiony i dorasta do 2–4 mm długości.
KwiatySą pojedyncze lub zebrane po kilka w gęste grona, rozwijają się w kątach pędów. Działki kielicha mają owalny kształt i dorastają do 1–1,5 cm długości. Płatki mają owalny kształt i różową lub czerwoną barwę, osiągają do 2 cm długości.
OwocePojedyncze mają odwrotnie piramidalny kształt, zebrane w owoc zbiorowy o kulistym kształcie. Osiągają 4 cm średnicy.

## Biologia i ekologia
Rośnie w lasach bagiennych. Owoce dojrzewają w marcu.